# Teodozja (cesarzowa bizantyńska)
Teodozja (zm. ok. 823) – cesarzowa bizantyńska, żona Leona V Armeńczyka

## Życiorys
Według Teofanesa była córką Ormianina niejakiego Arsabera. Była żoną Leona V Armeńczyka
Mieli czterech synów:
- Symbatiosa zwanego Konstantynem, współcesarza od 814- do 25 grudnia 820 u boku swego ojca Leona V Armeńczyka.
- Bazylego
- Grzegorza
- Teodozjusza

Po upadku męża została wraz z dziećmi (część wykastrowano) zesłana na Wyspy Książęce. Najmłodszy z nich zmarł w wyniku tego zabiegu, Bazyli i Grzegorz żyli jeszcze w 847 roku.